# Југославија на избору за Песму Евровизије 1968.
Југославија је била присутна на Песми Евровизије 1968, одржаној у Лондону, Уједињено Краљевство .

### Југовизија 1968.
Југословенско национално финале одржано је 25. фебруара у Студију РТВ Скопље у Скопљу. На такмичењу је било шест домаћина; Весна Несторовић, Кристина Ремскар, Дубравка Ћећез, Снежана Липковска, Росанда Ковијанић и Хелга Влаховић. У финалу је било 15 песама са шест поднационалних јавних емитера ЈРТ -а.РТВ Титоград се вратила након првог учешћа у југословенском финалу 1963. године. Победник је изабран гласовима мешовитог жирија од стручњака и грађана, по једног жирија из поднационалних јавних емитера ЈРТ -а и три нестручњака – грађана. Победничка песма је "Један дан" у извођењу хрватске групе Дубровачки трубадури, аутора Стијепа Стражичића, а компоновања Ђела Јусића и Стипице Калогјере. 
| Финале – 25. фебруар 1968 | Финале – 25. фебруар 1968 | Финале – 25. фебруар 1968 | Финале – 25. фебруар 1968    | Финале – 25. фебруар 1968 | Финале – 25. фебруар 1968 |
| редни бр.                 | ТВ станица                | Уметник                   | Песма                        | Бодова                    | Место                     |
| ------------------------- | ------------------------- | ------------------------- | ---------------------------- | ------------------------- | ------------------------- |
| 1                         | РТВ Београд               | Ђорђе Марјановић          | „Не верујем ти више“         | 3                         | 6                         |
| 2                         | РТВ Београд               | Радмила Микић             | "Важи"                       | 1                         | 10                        |
| 3                         | РТВ Београд               | Лола Јовановић            | "Песник мира"                | 3                         | 6                         |
| 4                         | РТВ Загреб                | Дубровачки трубадури      | "Један дан"                  | 36                        | 1                         |
| 5                         | РТВ Загреб                | Звонко Шпишић             | "Не причај о љубави"         | 0                         | 12                        |
| 6                         | РТВ Загреб                | Хрвоје Хегедушић          | "Било је и бит ће"           | 2                         | 9                         |
| 7                         | РТВ Љубљана               | Жарко Данчуо              | "Балада о повратку"          | 0                         | 12                        |
| 8                         | РТВ Љубљана               | Елда Вилер                | „Че би недељу стел осем дни“ | 12                        | 2                         |
| 9                         | РТВ Љубљана               | Татјана Грос              | "Лучи в окних со се утрниле" | 0                         | 12                        |
| 10                        | РТВ Сарајево              | Кемал Монтено             | "Кад се вратим кући"         | 10                        | 3                         |
| 11                        | РТВ Сарајево              | Кемал Монтено             | "Негдје"                     | 5                         | 4                         |
| 12                        | РТВ Титоград              | Владо Мрачевић            | "Однеси кишни дан"           | 0                         | 12                        |
| 13                        | РТВ Скопје                | Диме Поповски             | "Знам дан"                   | 1                         | 10                        |
| 14                        | РТВ Скопје                | Нина Спирова              | "Елегија"                    | 5                         | 4                         |
| 15                        | РТВ Скопје                | Зоран Милосављевић        | „И утре ке биде ден“         | 3                         | 6                         |

## На Евровизији
Пошто групе нису биле дозвољене на Евросонгу, Дубровачки трубадури су морали да наступају под именом двојице својих певача - Луци Капурсо & Хамо Хајдархоџић. Дубровачки трубадури су добили 8 поена, заузевши 7. место у 17 земаља које се такмиче. 